# Bușteni
Bușteni is een plaats (oraș) in het noorden van de Roemeense provincie Prahova, in de regio Muntenië. Het stadje is een toeristische bestemming: in de winter kan men er skiën en in de zomer en lente worden er bergwandelingen georganiseerd.

## Ligging

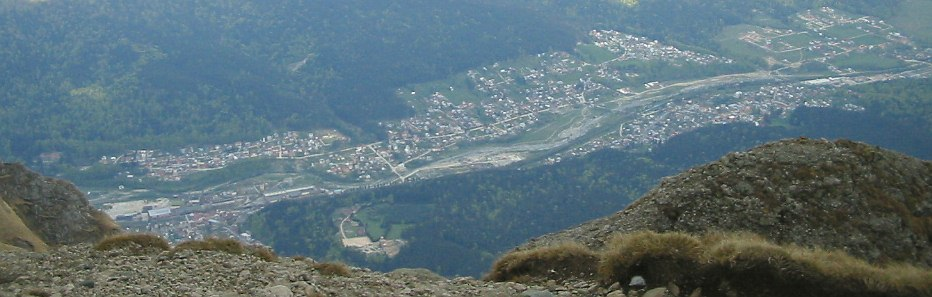
Buşteni vanaf de berg Caraiman

Bușteni ligt aan de voet van het Bucegigebergte, in het Prahova-dal, waarvan de hoogste berg (Vârful Omu, 2505 m) het dichtst bij de stad zelf ligt. Bușteni zelf ligt op 850 m hoogte. Nabije steden zijn Sinaia en Azuga. De stad Brașov ligt op een afstand van 25 km van Bușteni, Boekarest ligt 147 km ten zuidoosten.

## Klimaat
Bușteni heeft koele zomers (Gemiddelde juli 15,5 °C) en koude winters (Gemiddelde januari -5 °C).
In Bușteni is er schone berglucht.

## Bezienswaardigheden
In het Bucegi-massief zijn de door de wind gevormde stenen "Babele" en "Sphynx" te zien. Ze zijn te bereiken met een kabelbaan vanuit Bușteni of van aan de voet van de Caraiman, waar zich ook een in een grot gebouwd klooster bevindt.
Op de top van de Caraiman, op 2484 m hoogte, is er een stalen kruis dat 40 m hoog is dat is gebouwd voor de mensen die het leven hebben verloren in de gevechten van de Eerste Wereldoorlog. Het is gebouwd tussen 1926 en 1928.

## Wintersport
Er zijn verscheidene skipistes bij Bușteni, die te bereiken zijn met cabines, stoeltjesliften, skiliften en gondels. Momenteel wordt er een nieuwe skipiste aangelegd. Andere wintersportplaatsen in het gebied zijn Sinaia, Azuga, Predeal en Poiana Brașov.